# Phelsuma inexpectata
Phelsuma inexpectata (Mertens, 1966) è un piccolo sauro della famiglia Gekkonidae, endemico di Riunione.

## Descrizione
Questo geco raggiunge lunghezze di 11-13 cm.

## Biologia
È una specie ovipara.
Phelsuma inexpectata ha un ruolo come presunto impollinatore di molte specie di piante presenti nel suo habitat.

## Distribuzione e habitat
Questa specie è endemica di Riunione.

## Conservazione
La specie è inserita nella Appendice II della Convention on International Trade of Endangered Species (CITES).